# Longa Depressão
A Longa Depressão foi uma recessão econômica em escala mundial, começando em 1873 e indo até março de 1879 ou 1896, dependendo das métricas usadas. Foi mais severo na Europa e nos Estados Unidos, que vinham experimentando um forte crescimento econômico alimentado pela Segunda Revolução Industrial na década seguinte à Guerra Civil Americana. O episódio foi rotulado de "Grande Depressão" na época, e manteve essa designação até a Grande Depressão da década de 1930. Embora tenha sido um período de deflação geral e uma contração geral, não teve o retrocesso econômico severo da Grande Depressão.
O Reino Unido é frequentemente considerado o país mais atingido; durante esse período, perdeu parte de sua grande liderança industrial sobre as economias da Europa continental. Enquanto ocorria, era proeminente a visão de que a economia do Reino Unido estava em depressão contínua de 1873 até 1896 e alguns textos referem-se ao período como a Grande Depressão de 1873-1896, com perdas financeiras e de fabricação reforçadas devido a uma longa recessão no setor agrícola do Reino Unido.
Nos Estados Unidos, os economistas normalmente se referem à Longa Depressão como a Depressão de 1873-1879, iniciada pelo Pânico de 1873 e seguida pelo Pânico de 1893, encerrando todo o período da Longa Depressão mais ampla. O Departamento Nacional de Pesquisa Econômica dos Estados Unidos data a contração após o pânico como durando de outubro de 1873 a março de 1879. Aos 65 meses, é a contração mais duradoura identificada pelo NBER, eclipsando os 43 meses de contração da Grande Depressão. Nos Estados Unidos, de 1873 a 1879, 18 000 empresas faliram, incluindo 89 ferrovias.
No Brasil, a crise começou a ser sentida mais fortemente em 1875, com déficits seguidos nas finanças publicas do Império e, por exemplo, as falências do Banco Mauá e do Banco Nacional.

## Contexto
Na Europa, o fim da Guerra Franco-Prussiana rendeu uma nova ordem política na Alemanha, e a indenização de £ 200 milhões imposta à França levou a um boom inflacionário de investimentos na Alemanha e na Europa Central. Novas tecnologias na indústria, como o conversor Bessemer, estavam sendo aplicadas rapidamente; as ferrovias estavam crescendo. Nos Estados Unidos, o fim da Guerra Civil deram lugar a um boom de investimentos, com foco especialmente em ferrovias em terras públicas no oeste dos Estados Unidos - uma expansão financiada em grande parte por investidores estrangeiros.

## Causas da crise

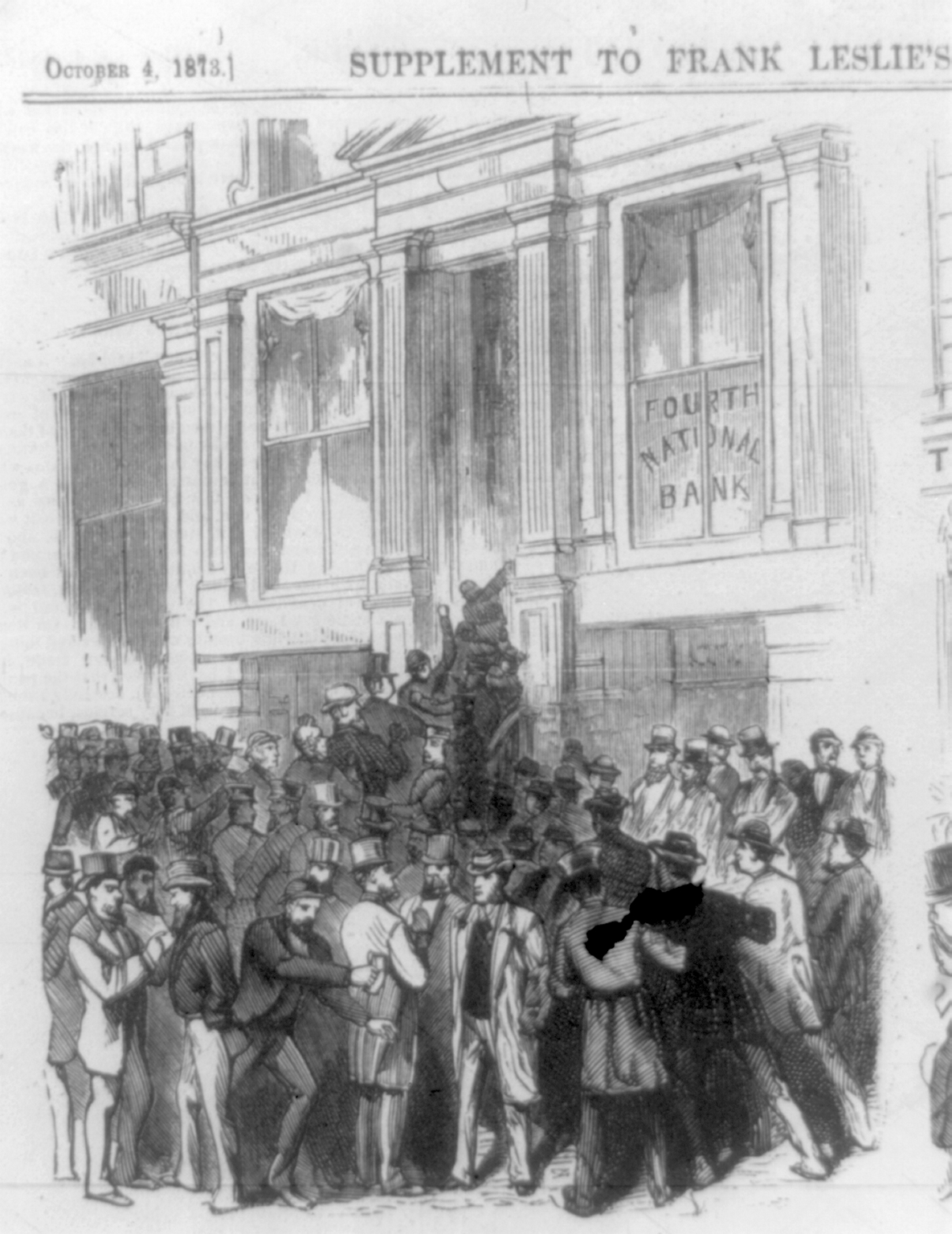
Corrida aos bancos no Fourth National Bank, No. 20 Nassau Street, New York City, 1873. Do jornal ilustrado de Frank Leslie, 4 de outubro, 1873.

Em 1873, durante um declínio no valor da prata - agravado pelo fim da produção de moedas de táler pelo Império Alemão - o governo dos Estados Unidos aprovou a Lei de Cunhagem de 1873 em abril. Isso basicamente acabou com o padrão bimetálico dos Estados Unidos, forçando-o pela primeira vez a um padrão ouro puro. Essa medida forçou uma contração da oferta de dinheiro nos Estados Unidos. Também baixou ainda mais os preços da prata, no mesmo período que novas minas de prata surgiam em Nevada, o que estimulou o investimento em mineração, mas aumentou a oferta à medida que a demanda estava caindo. Os mineiros de prata chegaram às casas da moeda dos Estados Unidos, sem saber da proibição da produção de moedas de prata. Em setembro, a economia dos Estados Unidos estava em crise, a deflação causando pânico bancário e desestabilizando o investimento empresarial, culminando no Pânico de 1873.
O Pânico de 1873 foi descrito como "a primeira crise verdadeiramente internacional". O otimismo que vinha impulsionando a alta dos preços das ações na Europa central havia atingido um nível elevado, mas o colapso da Bolsa de Valores de Viena começou em 8 de maio de 1873 e continuou até 10 de maio, quando a bolsa foi fechada. O pânico financeiro chegou às Américas poucos meses depois, na Quinta-feira Negra, 18 de setembro de 1873. A ferrovia do Pacífico Norte recebeu 40×106 acres (160 000 km2)  de terras públicas no oeste dos Estados Unidos e Cooke buscou $ 100 000 000 em capital para a empresa; o banco faliu quando a emissão de títulos se mostrou invendável, e logo foi seguido por vários outros grandes bancos. A Bolsa de Valores de Nova York fechou por dez dias em 20 de setembro.
O contágio financeiro então voltou para a Europa, provocando um segundo pânico em Viena e mais falências na Europa continental antes de retroceder.

## Curso da depressão
Entre 1870 e 1890, a produção de ferro nos cinco maiores países produtores mais que dobrou, de 11 milhões de toneladas para 23 milhões de toneladas, a produção de aço aumentou vinte vezes e o desenvolvimento das ferrovias explodiu. Mas, ao mesmo tempo, os preços em vários mercados despencaram - o preço dos grãos em 1894 era apenas um terço do que era em 1867, e o preço do algodão caiu quase 50 por cento apenas nos cinco anos de 1872 a 1877, impondo grande sofrimento aos fazendeiros e plantadores. Este colapso provocou protecionismo em muitos países. Da mesma forma, enquanto a produção de ferro dobrou entre as décadas de 1870 e 1890, o preço do ferro caiu pela metade.
Muitos países experimentaram taxas de crescimento significativamente mais baixas em relação ao que experimentaram no início do século 19 e ao que experimentaram depois:
|                 | 1830 | 1840 | 1850 | 1860 | 1870 | 1880 | 1890 |
| --------------- | ---- | ---- | ---- | ---- | ---- | ---- | ---- |
| Rússia          | 10,5 | 11,2 | 12,7 | 14,4 | 22,9 | 23,2 | 21,1 |
| França          | 8,5  | 10,3 | 11,8 | 13,3 | 16,8 | 17,3 | 19,7 |
| Reino Unido     | 8,2  | 10,4 | 12,5 | 16,0 | 19,6 | 23,5 | 29,4 |
| Alemanha        | 7,2  | 8,3  | 10,3 | 12,7 | 16,6 | 19,9 | 26,4 |
| Austria-hungria | 7,2  | 8,3  | 9,1  | 9,9  | 11,3 | 12,2 | 15,3 |
| Itália          | 5,5  | 5,9  | 6,6  | 7,4  | 8,2  | 8,7  | 9,4  |

### Áustria-Hungria
A crise econômica global eclodiu pela primeira vez na Áustria-Hungria, onde em maio de 1873 a Bolsa de Valores de Viena quebrou. Na Hungria, o pânico de 1873 pôs fim à mania de construção de ferrovias.

### Chile
No final da década de 1870, a situação econômica do Chile se deteriorou. As exportações de trigo chileno foram superadas pela produção no Canadá, Rússia e Argentina e o cobre chileno foi amplamente substituído nos mercados internacionais pelo cobre dos Estados Unidos e da Espanha.

Se uma nova descoberta mineira ou alguma novidade do gênero não vier para melhorar a situação atual, a crise que se faz sentir há muito se agravará.— Aníbal Pinto, presidente do Chile, 1878.
Essa "descoberta mineira" surgiu com a conquista de terras bolivianas e peruanas na Guerra do Pacífico. Argumentou-se que a situação econômica e a visão de uma nova riqueza em nitrato foi a verdadeira razão para a elite chilena entrar em guerra com seus vizinhos.

### França
A experiência da França foi um tanto incomum. Tendo sido derrotado na Guerra Franco-Prussiana, o país foi obrigado a pagar £ 200 milhões em indenizações aos alemães e já estava cambaleando quando ocorreu o crash de 1873. Os franceses adotaram uma política de deflação deliberada enquanto pagavam as reparações.
A crise financeira foi agravada por doenças que afetaram as indústrias do vinho e da seda O acúmulo de capital francês e o investimento estrangeiro despencaram para os níveis mais baixos experimentados pela França na segunda metade do século XIX. Após um boom de novos bancos de investimento após o fim da Guerra, a destruição do setor bancário francês provocada pelo crash lançou uma mortalha sobre o setor financeiro que durou até o início do século XX. As finanças francesas foram afundadas ainda mais por investimentos fracassados no exterior, principalmente em ferrovias e prédios.

### Itália
Uma guerra tarifária estourou entre a França e a Itália depois de 1887, prejudicando as relações franco-italianas que haviam prosperado durante a unificação. Como a França era o maior investidor da Itália, a liquidação dos ativos franceses no país foi significativamente prejudicial.

### Rússia
A experiência russa foi semelhante à dos Estados Unidos - três recessões separadas, concentradas na indústria, separadas por períodos de recuperação.

### Reino Unido
O Reino Unido, que já havia passado por crises a cada década desde a década de 1820, foi inicialmente menos afetado por essa crise financeira. Embora o Banco da Inglaterra mantivesse as taxas de juros tão altas quanto 9%na década de 1870.

### Estados Unidos
| Indústria     | % de declínio na produção |
| ------------- | ------------------------- |
| Bens duráveis | 30%                       |
| Ferro e aço   | 45%                       |
| Construção    | 30%                       |
| Geral         | 10%                       |

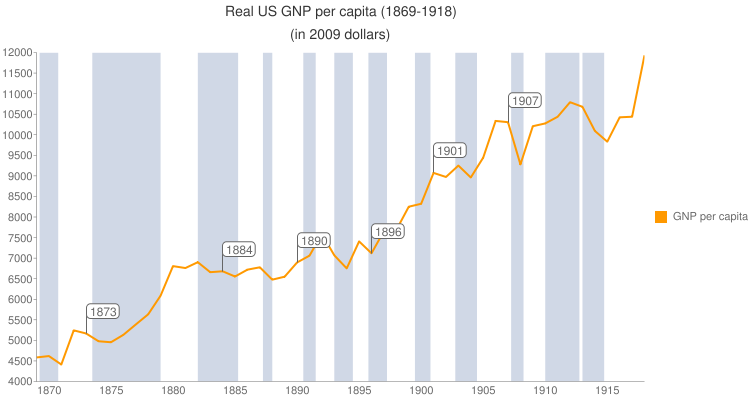
Produto nacional bruto real per capita dos Estados Unidos 1869-1918

Nos Estados Unidos, a Longa Depressão começou com o Pânico de 1873. O National Bureau of Economic Research data a contração após o pânico como tendo durado de outubro de 1873 a março de 1879. Aos 65 meses, é a contração mais duradoura identificada pelo NBER, eclipsando os 43 meses de contração da Grande Depressão. Números mostram que o produto nacional líquido aumentou 3% ao ano de 1869 a 1879 e o produto nacional real cresceu 6,8% ao ano durante esse período. No entanto, desde entre 1869 e 1879, a população dos Estados Unidos aumentou em mais de 17,5%.
Embora os salários reais tenham desfrutado de um crescimento robusto após a Guerra Civil Americana, aumentando em quase um quarto entre 1865 e 1873, eles estagnaram até a década de 1880, sem apresentar crescimento real, antes de retomar seu crescimento robusto de expansão no final da década de 1880. O colapso dos preços do algodão devastou a economia já arrasada pela guerra do sul dos Estados Unidos.
Milhares de empresas americanas faliram, deixando de pagar mais de um bilhão de dólares em dívidas. Um em cada quatro trabalhadores em Nova York estava e, nacionalmente, um milhão ficou desempregado.
Os setores que experimentaram as quedas mais severas na produção foram manufatura, construção e ferrovias. As ferrovias foram um grande motor de crescimento nos anos anteriores à crise, gerando um aumento de 50% na milhagem da ferrovia de 1867 a 1873.
O Freedman's Savings Bank foi uma vítima típica da crise financeira. Fundado em 1865 após a Guerra Civil Americana, o banco fora estabelecido para promover o bem-estar econômico dos ex-escravos. No início da década de 1870, o banco aderiu à febre especulativa e seu colapso em 1874 foi um golpe severo para os afro-americanos.
A recessão afetou duramente o presidente Ulysses S. Grant . O historiador Allan Nevins diz sobre o fim da presidência de Grant: 

Várias administrações fecharam em tristeza e fraqueza ... mas nenhuma outra fechou em tal paralisia e descrédito como (em todos os campos domésticos) fez a de Grant.  O presidente estava sem políticas ou apoio popular.  Ele foi compelido a refazer seu gabinete sob o fogo extenuante de reformadores e investigadores;  metade de seus membros eram totalmente inexperientes, vários outros desacreditados, um até mesmo caiu em desgraça.  O pessoal dos departamentos estava bastante desmoralizado.  O partido naquele outono apelou por votos com o fundamento implícito de que o próximo governo seria totalmente diferente do que estava em exercício.  Em seu centenário, um ano de profunda depressão econômica, a nação ficou quase sem leme.
A recuperação, no entanto, durou pouco. Os lucros das empresas diminuíram drasticamente entre 1882 e 1884. A recuperação na construção ferroviária se inverteu, caindo de 11 569 mi (18 619 km) de via estabelecida em 1882 a 2 866 mi (4 612 km) de via construída em 1885; o preço dos trilhos de aço caiu de $ 71/t em 1880 para $ 20/t em 1884. A manufatura novamente entrou em colapso - a produção de bens duráveis caiu novamente em um quarto. O declínio tornou-se outra crise financeira em 1884, quando vários bancos de Nova York faliram. O desemprego, que havia ficado em 2,5% entre as recessões, subiu para 7,5% em 1884-1885 e 13% no nordeste dos Estados Unidos, mesmo com a queda da imigração em resposta à deterioração dos mercados de trabalho.
Essa segunda recessão levou a uma maior deterioração dos preços agrícolas. Os fazendeiros do Kansas queimaram seu próprio milho em 1885 porque ele valia menos do que outros combustíveis, como carvão ou madeira. O país começou a se recuperar em 1885.

## Reações à crise

### Protecionismo
O colapso extraordinário dos preços agrícolas provocou uma resposta protecionista em muitas nações. Rejeitando as políticas de livre comércio do Segundo Império, o presidente francês Adolphe Thiers conduziu a nova Terceira República ao protecionismo, que acabou levando à rígida tarifa Méline em 1892. A aristocracia Junker da Alemanha, sob ataque de grãos baratos importados, agitou com sucesso por uma tarifa protetora em 1879 na Alemanha de Otto von Bismarck contra os protestos de seus aliados do Partido Liberal Nacional. Em 1887, a Itália e a França embarcaram em uma amarga guerra tarifária. Nos Estados Unidos, Benjamin Harrison venceu as eleições presidenciais americanas de 1888 com uma promessa protecionista.
Como resultado das políticas protecionistas implementadas pelas principais nações comerciais do mundo, a frota da marinha mercante global não registrou nenhum crescimento significativo de 1870 a 1890, antes de quase dobrar de tonelagem no boom econômico pré-guerra que se seguiu. Apenas o Reino Unido e a Holanda permaneceram comprometidos com tarifas baixas.

### Novo Imperialismo
A Longa Depressão contribuiu para o renascimento do colonialismo, levando ao período do Novo Imperialismo, simbolizado pela corrida pela África, à medida que as potências ocidentais buscavam novos mercados para seu capital excedente acumulado. De acordo com The Origins of Totalitarism (1951), de Hannah Arendt, a "expansão ilimitada do poder" se seguiu à "expansão ilimitada do capital".

## Recuperação
Nos Estados Unidos, o National Bureau of Economic Analysis data a recessão em março de 1879. Em janeiro de 1879, os Estados Unidos voltaram ao padrão ouro que haviam abandonado durante a Guerra Civil; de acordo com o economista Rendigs Fels, o padrão-ouro estabeleceu um piso para a deflação, e isso foi ainda impulsionado por uma produção agrícola especialmente boa em 1879. Na verdade, de 1869 a 1879, a economia dos Estados Unidos cresceu a uma taxa de 6,8% para o produto nacional líquido real (NNP) e de 4,5% para o NNP real per capita. Os salários reais permaneceram estáveis de 1869 a 1879, enquanto de 1879 a 1896, os salários nominais aumentaram 23% e os preços caíram 4,2%.

## Explicações
Irving Fisher acreditava que o pânico de 1873 e a severidade das contrações que se seguiram poderiam ser explicados por dívida e deflação e que um pânico financeiro desencadearia uma desalavancagem catastrófica em uma tentativa de vender ativos e aumentar as reservas de capital; essa liquidação provocaria um colapso nos preços dos ativos e na deflação, o que, por sua vez, levaria as instituições financeiras a vender mais ativos, apenas para aumentar a deflação e pressionar os índices de capital. Fisher acreditava que se os governos ou empresas privadas tivessem empreendido esforços para reaquecer os mercados financeiros, a crise teria sido menos severa.
David Ames Wells (1890) escreveu sobre os avanços tecnológicos durante o período de 1870 a 1890, que incluiu a Longa Depressão. Wells dá conta das mudanças na economia mundial em transição para a Segunda Revolução Industrial, em que documenta mudanças no comércio, como a tripla expansão do transporte marítimo a vapor, ferrovias, o efeito da rede telegráfica internacional e a abertura do Canal de Suez.

Frase de abertura de Wells:
As mudanças econômicas que ocorreram durante o último quarto de século - ou durante a atual geração de homens vivos - foram, sem dúvida, mais importantes e mais variadas do que durante qualquer período da história do mundo.
Outras mudanças mencionadas por Wells são as reduções em armazenamento e estoques, eliminação de intermediários, economias de escala, o declínio de artesãos e o deslocamento de trabalhadores agrícolas:
Algumas dessas mudanças foram destrutivas, e todas elas inevitavelmente ocasionaram, e por muito tempo ainda continuarão a ocasionar, grandes perturbações em métodos antigos, e acarretam perdas de capital e mudanças na ocupação por parte dos indivíduos. E, no entanto, o mundo se maravilha, e as comissões de grandes estados indagam, sem chegar a conclusões definitivas, por que o comércio e a indústria nos últimos anos têm sido universal e anormalmente perturbados e deprimidos.
Wells observa que muitas das pesquisas do governo sobre a deflação encontraram várias razões, como a escassez de ouro e prata. Wells mostrou que a oferta de moeda dos EUA na verdade cresceu durante o período de deflação. Wells observou que a deflação reduziu o custo apenas de bens que se beneficiaram de métodos aprimorados de fabricação e transporte.
O economista ganhador do Nobel Milton Friedman, autor de A Monetary History of the United States, por outro lado, culpou essa crise econômica prolongada na imposição de um novo padrão-ouro. Além disso, Friedman apontou a expansão da oferta de ouro por meio da cianetação de ouro como um contribuinte para a recuperação.Murray Rothbard, em seu livro History of Money and Banking of the United States, argumenta que a longa depressão foi apenas uma recessão mal compreendida, uma vez que os salários reais e a produção estavam realmente aumentando ao longo do período. Como Friedman, ele atribui a queda dos preços à retomada do padrão ouro deflacionário nos Estados Unidos após a Guerra Civil.

## Interpretações
Como os economistas Milton Friedman e Anna J. Schwartz observaram, a década de 1869 a 1879 viu um crescimento de 3% ao ano no produto monetário nacional, um excelente crescimento do produto nacional real de 6,8 por cento ao ano e um aumento de 4,5 por cento ao ano. ano em produto real per capita. Mesmo a alegada "contração monetária" nunca ocorreu, a oferta de dinheiro aumentando 2,7 por cento ao ano. De 1873 a 1878, antes de outro surto de expansão monetária, a oferta total de moeda bancária aumentou de $ 1,964 bilhão para $ 2,221 bilhões, um aumento de 13,1%, ou 2,6% ao ano. Em suma, foi uma subida modesta, mas definitiva, não uma contração.
Além disso, a renda per capita real permaneceu aproximadamente constante (1873-1880; 1883-1885) ou aumentou (1881-1882; 1886-1896), então o consumidor médio parece ter estado consideravelmente melhor no final da "depressão" do que antes. Os lucros em geral também não foram adversamente afetados pela deflação, embora tenham diminuído (principalmente na Grã-Bretanha) em setores que lutam contra a concorrência estrangeira superior. Acompanhando o crescimento geral da prosperidade real, havia uma mudança marcante no consumo das necessidades básicas para os luxos: em 1885, "mais casas estavam sendo construídas, duas vezes mais chá estava sendo consumido e até mesmo as classes trabalhadoras estavam comendo carne importada, laranjas e laticínios produzir em quantidades sem precedentes ". .
Os preços certamente caíram, mas quase todos os outros índices de atividade econômica - produção de carvão e ferro-gusa, tonelagem de navios construídos, consumo de lã e algodão em bruto, números de importação e exportação, entradas e liberações de embarque, liberação de frete ferroviário, sociedade por ações formações, lucros comerciais, consumo per capita de trigo, carne, chá, cerveja e tabaco - todos eles mostraram uma tendência ascendente.